# Буитраго, Пабло
Пабло Санчес де Буитраго Сандовал-и-Бенавенте (исп. Pablo Sánchez de Buitrago Sandoval y Benavent, 1807—1882) — никарагуанский политик, Верховный директор страны.

## Биография
После того, как в 1838 году Никарагуа провозгласила независимость, выйдя из состава Федеративной республики Центральной Америки, была принята Конституция, в соответствии с которой главой исполнительной власти являлся Верховный директор страны (исп. Supremo Director del Estado), избираемый на двухлетний период. Пабло Буитраго стал первым человеком, избранным на этот срок в соответствии с этой Конституцией. Выборы были проведены в 1841 году, и он находился во главе исполнительной власти до 1843 года.
После того, как в 1842 году к власти в Коста-Рике пришёл либерал Франсиско Морасан, правивший в Сальвадоре консерватор Хуан Хосе Гусман разорвал дипломатические отношения с Коста-Рикой, и договорился с консервативными правительствами Гондураса и Никарагуа об образовании Центральноамериканской Конфедерации, просуществовавшей всего несколько лет.
В 1849 году власти Сальвадора, Гондураса и Никарагуа предприняли ещё одну попытку объединения в Конфедерацию. Пабло Буитраго стал одним из секретарей этого надгосударственного образования, которое также продержалось всего несколько лет.